# Bałtoberże
Bałtoberże (lit. Baltabiržis) – niezamieszkana wieś na Litwie, w rejonie Ignalino, 8 km na północny zachód od Kozaczyzny.